# 沁みる夜汽車
沁みる夜汽車（しみるよぎしゃ）は2019年よりNHK BS1 、NHK BS4K 他で放送されているテレビ番組。鉄道にまつわる、心が温まる実話、心に“沁みる”エピソードを、ドキュメンタリー タッチで物語る。1話10分。1シーズン5話の特集と、1話単発がある。放送は不定期。

## 内容
| タイトル                                          | 初回放送日 | 話                                                               | 詳細 |
| ------------------------------------------------- | ---------- | ---------------------------------------------------------------- | ---- |
| 沁（し）みる夜汽車（2019春）                      | 2019/04/01 | 「49歳差の友情〜JR中央線〜」                                     |      |
| 沁（し）みる夜汽車（2019春）                      | 2019/04/02 | 「息子と車窓の風景を〜江ノ島電鉄〜」                             |      |
| 沁（し）みる夜汽車（2019春）                      | 2019/04/03 | 「卒業へのメッセージボード〜三陸鉄道 久慈駅〜」                  |      |
| 沁（し）みる夜汽車（2019春）                      | 2019/04/04 | 「服を着た小便小僧〜JR浜松町駅〜」                               |      |
| 沁（し）みる夜汽車（2019春）                      | 2019/04/05 | 「駅を守る理髪店〜JR小浜線 加斗駅〜」                            |      |
| 沁（し）みる夜汽車 2019夏                         | 2019/07/20 | 第1話「サヨばあちゃんの休憩所〜大井川鉄道 抜里駅〜」             |      |
| 沁（し）みる夜汽車 2019夏                         | 2019/07/20 | 第2話「夫婦で守った駅弁の味〜長良川鉄道 美濃太田駅〜」           |      |
| 沁（し）みる夜汽車 2019夏                         | 2019/07/20 | 第3話「伝言板の青春物語〜JR東海道線 二宮駅〜」                   |      |
| 沁（し）みる夜汽車 2019夏                         | 2019/07/20 | 第4話「親子をつなぐ鉄道画〜西武鉄道〜」                          |      |
| 沁（し）みる夜汽車 2019夏                         | 2019/07/20 | 第5話「50歳からの再出発〜紀州鉄道〜」                            |      |
| 沁（し）みる夜汽車 2019冬                         | 2019/12/24 | 第1話「ひかり1号が走った日〜JR東海道新幹線〜」                   |      |
| 沁（し）みる夜汽車 2019冬                         | 2019/12/24 | 第2話「愛犬タカが守ってくれる〜JR肥薩線 大畑駅〜」               |      |
| 沁（し）みる夜汽車 2019冬                         | 2019/12/24 | 第3話「駅そばが紡ぐ縁〜JR常磐線 我孫子駅〜」                     |      |
| 沁（し）みる夜汽車 2019冬                         | 2019/12/24 | 第4話「息子が遺(のこ)した機関車〜アルピコ交通 上高地線〜」       |      |
| 沁（し）みる夜汽車 2019冬                         | 2019/12/24 | 第5話「チンチン電車で帰ろうよ〜阪堺電車〜」                      |      |
| 沁（し）みる夜汽車 2020春                         | 2020/04/26 | 第1話「ふるさとへ続くレール〜JR上野駅〜」                        |      |
| 沁（し）みる夜汽車 2020春                         | 2020/04/26 | 第2話「背中を押した乗客のひと言〜特急 白鳥号〜」                 |      |
| 沁（し）みる夜汽車 2020春                         | 2020/04/26 | 第3話「50年 行商を続けて〜京成電鉄〜」                           |      |
| 沁（し）みる夜汽車 2020春                         | 2020/04/26 | 第4話「運転士の夢をもう一度〜天竜浜名湖鉄道〜」                  |      |
| 沁（し）みる夜汽車 2020春                         | 2020/04/26 | 第5話「桜と生きる〜松浦鉄道 浦ノ崎駅〜」                         |      |
| 沁（し）みる夜汽車 2020夏                         | 2020/09/12 | 第1話「心を救った桜〜JR東京駅〜」                                |      |
| 沁（し）みる夜汽車 2020夏                         | 2020/09/12 | 第2話「超特急が結んだスロー恋愛〜東北新幹線はやぶさ〜」          |      |
| 沁（し）みる夜汽車 2020夏                         | 2020/09/12 | 第3話「夫の思いを受け継ぐ切り絵〜都電荒川線〜」                  |      |
| 沁（し）みる夜汽車 2020夏                         | 2020/09/12 | 第4話「忘れられない絶交状〜近畿日本鉄道・大阪線〜」              |      |
| 沁（し）みる夜汽車 2020夏                         | 2020/09/12 | 第5話「信念を貫くレール〜銚子電気鉄道〜」                        |      |
| 沁（し）みる夜汽車 2020秋                         | 2020/11/23 | 第1話「生きがいをくれた“ありがとう”〜東海道新幹線〜」            |      |
| 沁（し）みる夜汽車 2020秋                         | 2020/11/23 | 第2話「夜行列車の淡い恋〜急行 十和田〜」                         |      |
| 沁（し）みる夜汽車 2020秋                         | 2020/11/23 | 第3話「頑固な鉄道画家の家族愛〜JR横須賀線〜」                    |      |
| 沁（し）みる夜汽車 2020秋                         | 2020/11/23 | 第4話「コンプレックスを消した電車通学〜長野電鉄〜」              |      |
| 沁（し）みる夜汽車 2020秋                         | 2020/11/23 | 第5話「乗客が見守った“最後の電話”〜JR長崎本線〜」                |      |
| 沁（し）みる夜汽車 2021冬                         | 2021/03/21 | 第1話「駅までの5分〜長野電鉄〜」                                 |      |
| 沁（し）みる夜汽車 2021冬                         | 2021/03/21 | 第2話「レストラン列車に願いを乗せて〜いすみ鉄道〜」              |      |
| 沁（し）みる夜汽車 2021冬                         | 2021/03/21 | 第3話「迷子を救った高校生〜近江鉄道〜」                          |      |
| 沁（し）みる夜汽車 2021冬                         | 2021/03/21 | 第4話「父の背中を追いかけて〜横浜市営地下鉄〜」                  |      |
| 沁（し）みる夜汽車 2021冬                         | 2021/03/21 | 第5話「ダイヤにぬくもりあり〜東武鉄道〜」                        |      |
| 沁（し）みる夜汽車 スペシャル                     | 2021/04/25 |                                                                  |      |
| 沁（し）みる夜汽車 2021春                         | 2021/06/19 | 第1話「守れなかった約束〜福井鉄道 鯖浦線〜」                     |      |
| 沁（し）みる夜汽車 2021春                         | 2021/06/19 | 第2話「手を振り合った新婚時代〜JR可部線〜」                      |      |
| 沁（し）みる夜汽車 2021春                         | 2021/06/19 | 第3話「息子と電車を見る時間〜JR大崎駅〜」                        |      |
| 沁（し）みる夜汽車 2021春                         | 2021/06/19 | 第4話「球場で夢をくれた祖父〜西武鉄道 狭山線〜」                 |      |
| 沁（し）みる夜汽車 2021春                         | 2021/06/19 | 第5話「妻が待っていたベンチ〜東京メトロ 表参道駅〜」             |      |
| 沁（し）みる夜汽車 2021夏                         | 2021/09/26 | 第1話「寝台列車が作った家族の時間 サンライズ瀬戸」               |      |
| 沁（し）みる夜汽車 2021夏                         | 2021/09/26 | 第2話「やさしい嘘(うそ) 近畿日本鉄道 大阪線」                    |      |
| 沁（し）みる夜汽車 2021夏                         | 2021/09/26 | 第3話「妻に捧(ささ)げる小説 寝台特急ゆうづる」                   |      |
| 沁（し）みる夜汽車 2021夏                         | 2021/09/26 | 第4話「夫になれた三回の警笛 都電荒川線」                         |      |
| 沁（し）みる夜汽車 2021夏                         | 2021/09/26 | 第5話「気になるアイツ JR札幌駅」                                 |      |
| 沁（し）みる夜汽車 2021師走                       | 2021/12/24 | 第1話「50年、ここに座って JR新橋駅」                             |      |
| 沁（し）みる夜汽車 2021師走                       | 2021/12/24 | 第2話「思いやりから生まれた恋 京福電気鉄道 嵐山線」              |      |
| 沁（し）みる夜汽車 2021師走                       | 2021/12/24 | 第3話「“家族”がつまった沿線のグラス 東武鉄道 大師線」            |      |
| 沁（し）みる夜汽車 2021師走                       | 2021/12/24 | 第4話「母が小さく見えた17歳の夜 JR高徳線」                       |      |
| 沁（し）みる夜汽車 2021師走                       | 2021/12/24 | 第5話「友に誓った あったかご飯 JR多度津駅」                      |      |
| 沁（し）みる夜汽車 2022冬                         | 2022/02/27 | 第1話「電車で芽生えた恋 JRきのくに線」                           |      |
| 沁（し）みる夜汽車 2022冬                         | 2022/02/27 | 第2話「祖父に贈った写真 500系新幹線」                            |      |
| 沁（し）みる夜汽車 2022冬                         | 2022/02/27 | 第3話「軌道の先にある背中 関東鉄道」                             |      |
| 沁（し）みる夜汽車 2022冬                         | 2022/02/27 | 第4話「妻に逢(あ)う旅 北陸新幹線」                               |      |
| 沁（し）みる夜汽車 2022冬                         | 2022/02/27 | 第5話「一番の親孝行 JR北陸本線」                                 |      |
| 沁（し）みる夜汽車 2022春                         | 2022/05/28 | 第1話「駅を飾る 花桃で飾る〜JR越美北線 勝原駅〜」                |      |
| 沁（し）みる夜汽車 2022春                         | 2022/05/28 | 第2話「もう一度 父として〜平成筑豊鉄道〜」                       |      |
| 沁（し）みる夜汽車 2022春                         | 2022/05/28 | 第3話「消えゆく車両が教えてくれた〜京浜急行電鉄〜」              |      |
| 沁（し）みる夜汽車 2022春                         | 2022/05/28 | 第4話「駅そばがくれた生きがい〜岳南電車 岳南原田駅〜」           |      |
| 沁（し）みる夜汽車 2022春                         | 2022/05/28 | 第5話「小さな会社で大きく育て〜北条鉄道〜」                      |      |
| 沁（し）みる夜汽車 2022追想                       | 2022/10/07 | 第1話「83歳の通学電車 大阪メトロ御堂筋線」                       |      |
| 沁（し）みる夜汽車 2022追想                       | 2022/10/07 | 第2話「デゴイチが結んだ縁 国鉄51形蒸気機関車」                   |      |
| 沁（し）みる夜汽車 2022追想                       | 2022/10/07 | 第3話「通勤電車から逃げたくて 京浜急行電鉄」                     |      |
| 沁（し）みる夜汽車 2022追想                       | 2022/10/07 | 第4話「廃駅舎と生きる JR深名線沼牛駅」                           |      |
| 沁（し）みる夜汽車 2022追想                       | 2022/10/07 | 第5話「今も続く夫との“旅” JR飯田線大嵐駅」                       |      |
| 沁（し）みる夜汽車 2022秋                         | 2022/11/23 | 第1話「忘れられない初恋列車 東武東上線」                         |      |
| 沁（し）みる夜汽車 2022秋                         | 2022/11/23 | 第2話「駅に住む 三岐鉄道 伊勢治田駅」                            |      |
| 沁（し）みる夜汽車 2022秋                         | 2022/11/23 | 第3話「父を感じる駅舎 JR門司港駅」                               |      |
| 沁（し）みる夜汽車 2022秋                         | 2022/11/23 | 第4話「電車が織りなす夫婦の絵模様 江ノ島電鉄」                   |      |
| 沁（し）みる夜汽車 2022秋                         | 2022/11/23 | 第5話「未来につなげる線路 旧高千穂鉄道」                         |      |
| 沁（し）みる夜汽車 2023冬                         | 2023/02/23 | 第1話「デパートの日〜JR千歳線」                                  |      |
| 沁（し）みる夜汽車 2023冬                         | 2023/02/23 | 第2話「再起をかけたプラットホーム〜明知鉄道 恵那駅」             |      |
| 沁（し）みる夜汽車 2023冬                         | 2023/02/23 | 第3話「技と心の伝承〜新幹線車両」                                |      |
| 沁（し）みる夜汽車 2023冬                         | 2023/02/23 | 第4話「絵の中のふるさと〜JR只見線」                              |      |
| 沁（し）みる夜汽車 2023冬                         | 2023/02/23 | 第5話「母の見送り〜JR博多駅」                                    |      |
| 沁（し）みる夜汽車 2023春                         | 2023/05/28 | 第1話「あなたがいてくれたから〜西鉄 宮地岳線」                   |      |
| 沁（し）みる夜汽車 2023春                         | 2023/05/28 | 第2話「夢を生きる〜特急あずさ」                                  |      |
| 沁（し）みる夜汽車 2023春                         | 2023/05/28 | 第3話「はじめての汽車旅〜旧国鉄 東北本線・釜石線・山田線」       |      |
| 沁（し）みる夜汽車 2023春                         | 2023/05/28 | 第4話「似顔絵で見つけた自分らしさ〜JR吉都線 えびの飯野駅」       |      |
| 沁（し）みる夜汽車 2023春                         | 2023/05/28 | 第５話「切符売り場の忘れ物〜JR倉敷駅」                           |      |
| 沁（し）みる夜汽車2023春 BSP・BS4Kは59分の拡大版! | 2023/06/05 |                                                                  |      |
| 沁（し）みる夜汽車 2023夏                         | 2023/09/16 | 第1話「父がくれた時間〜寝台特急ゆうづる〜」                      |      |
| 沁（し）みる夜汽車 2023夏                         | 2023/09/16 | 第2話「あいつと俺の鉄道写真〜北条鉄道 長駅〜」                   |      |
| 沁（し）みる夜汽車 2023夏                         | 2023/09/16 | 第3話「千羽鶴で、立つ〜三陸鉄道リアス線〜」                      |      |
| 沁（し）みる夜汽車 2023夏                         | 2023/09/16 | 第4話「なつかしい音〜新宿駅〜」                                  |      |
| 沁（し）みる夜汽車 2023夏                         | 2023/09/16 | 第5話「父の出迎え〜京阪電鉄 河内森駅〜」                         |      |
| 沁（し）みる夜汽車 2024恩愛                       | 2024/02/26 | 第1話「いつでも帰っておいで〜JR戸畑駅」                          |      |
| 沁（し）みる夜汽車 2024恩愛                       | 2024/02/26 | 第2話「大嫌いだった家業〜豊橋鉄道 渥美線」                       |      |
| 沁（し）みる夜汽車 2024恩愛                       | 2024/02/26 | 第3話「幸せな“誤算”〜JR桜木町駅」                                |      |
| 沁（し）みる夜汽車 2024恩愛                       | 2024/02/26 | 第4話「母の弁当〜JR信越本線」                                    |      |
| 沁（し）みる夜汽車 2024恩愛                       | 2024/02/26 | 第5話「ごめんね、おばちゃん〜JR高崎線」                          |      |
| 沁（し）みる夜汽車 セレクション 運命の出会い      | 2024/03/23 | 第1話「49歳差の友情〜JR中央線〜」2019春                          |      |
| 沁（し）みる夜汽車 セレクション 運命の出会い      | 2024/03/23 | 第2話「思いやりから生まれた恋 京福電気鉄道 嵐山線」2021師走      |      |
| 沁（し）みる夜汽車 セレクション 運命の出会い      | 2024/03/23 | 第3話「背中を押した乗客のひと言〜特急 白鳥号〜」2020春           |      |
| 沁（し）みる夜汽車 セレクション 運命の出会い      | 2024/03/23 | 第4話「乗客が見守った“最後の電話”〜JR長崎本線〜」2020秋          |      |
| 沁（し）みる夜汽車 セレクション 運命の出会い      | 2024/03/23 | 第5話「あなたがいてくれたから〜西鉄 宮地岳線」2023春             |      |
| 沁（し）みる夜汽車 セレクション 家族の歳月        | 2024/03/23 | 第1話「息子と車窓の風景を〜江ノ島電鉄〜」2019春                  |      |
| 沁（し）みる夜汽車 セレクション 家族の歳月        | 2024/03/23 | 第2話「ふるさとへ続くレール〜JR上野駅〜」2020春                  |      |
| 沁（し）みる夜汽車 セレクション 家族の歳月        | 2024/03/23 | 第3話「デパートの日〜JR千歳線」2023冬                            |      |
| 沁（し）みる夜汽車 セレクション 家族の歳月        | 2024/03/23 | 第4話「駅までの5分〜長野電鉄〜」2021冬                           |      |
| 沁（し）みる夜汽車 セレクション 家族の歳月        | 2024/03/23 | 第5話「一番の親孝行 JR北陸本線」2022冬                           |      |
| 沁（し）みる夜汽車 セレクション 青春の輝き        | 2024/03/24 | 第1話「超特急が結んだスロー恋愛〜東北新幹線はやぶさ〜」2020夏    |      |
| 沁（し）みる夜汽車 セレクション 青春の輝き        | 2024/03/24 | 第2話「伝言板の青春物語〜JR東海道線 二宮駅〜」2019夏             |      |
| 沁（し）みる夜汽車 セレクション 青春の輝き        | 2024/03/24 | 第3話「母が小さく見えた17歳の夜 JR高徳線」2021師走               |      |
| 沁（し）みる夜汽車 セレクション 青春の輝き        | 2024/03/24 | 第4話「デゴイチが結んだ縁 国鉄51形蒸気機関車」2022追想           |      |
| 沁（し）みる夜汽車 セレクション 青春の輝き        | 2024/03/24 | 第5話「通勤電車から逃げたくて 京浜急行電鉄」2022追想             |      |
| 沁（し）みる夜汽車 セレクション 再起の鉄路        | 2024/03/24 | 第1話「83歳の通学電車 大阪メトロ御堂筋線」2022追想               |      |
| 沁（し）みる夜汽車 セレクション 再起の鉄路        | 2024/03/24 | 第2話「桜と生きる〜松浦鉄道 浦ノ崎駅〜」2020春                   |      |
| 沁（し）みる夜汽車 セレクション 再起の鉄路        | 2024/03/24 | 第3話「夢を生きる〜特急あずさ」2023春                            |      |
| 沁（し）みる夜汽車 セレクション 再起の鉄路        | 2024/03/24 | 第4話「似顔絵で見つけた自分らしさ〜JR吉都線 えびの飯野駅」2023春 |      |
| 沁（し）みる夜汽車 セレクション 再起の鉄路        | 2024/03/24 | 第5話「消えゆく車両が教えてくれた〜京浜急行電鉄〜」2022春        |      |
| 沁（し）みる夜汽車 2024結(ゆい)                   | 2024/03/25 | 第1話「あの時を忘れない〜JR山陽本線」                            |      |
| 沁（し）みる夜汽車 2024結(ゆい)                   | 2024/03/25 | 第2話「温かなよりどころ〜JR止別駅」                              |      |
| 沁（し）みる夜汽車 2024結(ゆい)                   | 2024/03/25 | 第3話「あなたと会えてよかった〜JR常磐線」                        |      |
| 沁（し）みる夜汽車 2024結(ゆい)                   | 2024/03/25 | 第4話「“廃車両”よありがとう〜千葉県いすみ市」                    |      |
| 沁（し）みる夜汽車 2024結(ゆい)                   | 2024/03/25 | 第5話「愛しき人たち〜新宿駅」                                    |      |

## スタッフ
- 音楽：飯田俊明
- 語り：森田美由紀
- 制作：NHKグローバルメディアサービス
- 制作・著作：NHK（2019年-）、Robby Pictures（2019年-2023年）